# Saint-Michel (Charente)
Saint-Michel è un comune francese di 3 244 abitanti situato nel dipartimento della Charente, nella regione della Nuova Aquitania.

## Società

### Evoluzione demografica
Abitanti censiti